# Alexandre Stassievitch
Alexandre Stassievitch, né le 20 septembre 1950 à Libercourt, est un footballeur français ayant notamment joué les Jeux olympiques d'été de 1976.

## Biographie
Joueur amateur dans le Pas-de-Calais, Alexandre Stassievitch est invité en 1972 par le LOSC, alors en troisième division, pour un match amical. Non conservé par le club lillois, il rencontre toutefois à la fin de la partie Henri Trannin, directeur sportif du RC Lens, qui l'emmène avec lui à Lens. Stassievitch débute avec l'équipe sang et or en 1974, au poste de défenseur sur les conseils de l'entraîneur Arnold Sowinski, alors qu'il jouait avant-centre jusque-là.
Après quelques apparitions sur le terrain lors de la saison 1974-1975, le jeune joueur s'impose la saison suivante et est même appelé en équipe de France olympique par Gabriel Robert, avant d'en devenir le capitaine. Il prend donc pleinement part à la campagne de qualifications pour les Jeux olympiques d'été de 1976 puis à la compétition en elle-même, au Canada, aux côtés par exemple de Michel Platini et de Loïc Amisse. Il y joue tous les matches, sort des poules mais est éliminé par l'Allemagne de l'Est en quart de finale.
Après cela, en mai 1977, il migre à l'AS Poissy, jouant désormais en deuxième division, puis à l'EDS Montluçon et revient dans sa région natale à l'US Nœux-les-Mines (division 2 ). Après la saison 1981-1982, il décide de signer à Saint-Omer, jouant en amateur, club dans lequel il deviendra entraîneur jusque la saison 1986-1987.